# Anan Panyarachun
Anan Panyarachun (thaï : อานันท์ ปันยารชุน), né le 9 août 1932 à Bangkok, est un homme d'État thaïlandais, dix-huitième Premier ministre à deux reprises entre 1991 et 1992. 
Secrétaire permanent du ministère des Affaires étrangères entre 1975 et 1977, il devient Premier ministre à la suite d'un coup d'État en février 1991, renversant le gouvernement de Chatchai Chunhawan. Nommé au poste par Suchinda Khra-prayun, commandant en chef de l'Armée royale thaïlandaise et vice-chef du Conseil national de maintien de la paix, junte militaire ayant organisé le coup d'État, celui-ci lui succède à l'issue des élections législatives de mars 1992. Mais de vives protestations contre sa nomination provoque le Mai noir (en), l'amenant à démissionner un peu plus d'un mois plus tard. Anan Panyarachun est nommé de nouveau Premier ministre en juin, à la suite de la démission de Suchinda Khra-prayun et d'un intérim de Meechai Ruchuphan. Il reste en fonction jusqu'aux élections législatives de septembre, où les partis pro-démocratie obtiennent la majorité des sièges, notamment le Parti démocrate mené par Chuan Likphai, qui lui succède.

## Distinctions

### Décorations thaïlandaises
- Chevalier grand-cordon de l’ordre de l’Éléphant blanc (1991).
- Chevalier grand-cordon de l'ordre de la Couronne de Thaïlande (1988).
- Chevalier grand-croix de l'ordre de l'ordre le plus admirable du Direkgunabhorn (2003).
- Chevalier commandeur de l'ordre de la Chula Chom Klao (1991).
- Médaille de troisième classe du Chiffre royal du roi Rama IX (1967).

### Décorations étrangères
- Commandeur de l'ordre du Mérite de la République italienne, 1961.
- Première classe de l'ordre du Mérite diplomatique (en) (Corée du Sud), 1970.
- Grand-croix de l'ordre de l'Étoile de la République (Indonésie), 1971.
- Grand officier de l'ordre de la Couronne (Belgique), 1990.
- Grand-cordon de l'ordre du Soleil levant (Japon), 1991.
- Chevalier commandeur de l'ordre de l'Empire britannique (Royaume-Uni), 1996.
- Commandeur grand-croix de l'ordre royal de l'Étoile polaire (Suède), 2007.